# Era (glasbeni projekt)
Era je francoski glasbeni projekt, ki ga je leta 1996 ustanovil glasbenik Eric Levi. Skupina izvaja glasbo v izmišljenem jeziku, podobnemu latinščini. Glasbo skupine uvrščajo v New Age. V svoji glasbi mešajo klasično glasbo, opero ter gregorijanske napeve s sodobnimi glasbenimi slogi. Njihovo glasbo so večkrat uporabili v filmih kot so: francoski film Les Visiteurs, »Driven« Sylvestra Stallone-ja in drugih ter v različnih reklamah. Eric Levi glasbo snema z angleškimi zbori, do sedaj pa so prodali več kot 10 milijonov albumov. V svojih nastopih se običajno predstavljajo v srednjeveški garderobi in oklepih.

## Diskografija
- Era (1997)
- Era 2 (2000)
- The Mass (2003)[2]
- The Very Best of Era (2005)
- Reborn (2008)